# 木村達成
木村 達成（きむら たつなり、1993年12月8日 - ）は、日本の俳優。東京都出身。アルファエージェンシー所属。

## 略歴
2012年〜2017年 - 『テニスの王子様』2ndシーズンにて海堂薫役でデビュー。ハイパープロジェクション演劇『ハイキュー!!』の影山飛雄役などで注目を集める。
2018年〜2019年 - 『ラ・カージュ・オ・フォール』のジャン・ミッシェル役でグランドミュージカル初出演。2019年には『ロミオとジュリエット』、『エリザベート』のルドルフ役、『ファントム』などミュージカル出演が続いた。
2020年 - UTYとの契約を終了しアルファエージェンシーに移籍。新型コロナウィルスの影響により、出演予定の『ウエスト・サイド・ストーリー Season3』、及び初主演予定のミュージカル『四月は君の嘘』が全公演中止 となるも、2020年9月には『銀河鉄道の夜2020』にてストレートプレイ初挑戦、自身初の主演を果たす。また、ミュージカル『プロデューサーズ』で初のゲイ役に挑戦、新境地開拓と話題になった。
2021年 - 『ジャック・ザ・リッパー』にてミュージカル初主演、『木村達成オフィシャルファンクラブ』を開設した。
2022年 - コロナ禍で中止となったミュージカル『四月は君の嘘』に主演。また、12月にはデビュー10周年を迎え初のソロコンサートを開催。
2023年 - ミュージカル『マチルダ』にてミス・トランチブル校長を演じ、舞台「新ハムレット」を経てミュージカル『スリル・ミー』に出演した。
2024年 - 「青天を衝け」（2021年）に続き、「光る君へ」の三条天皇役で再び大河ドラマに出演。
2025年 - 日曜劇場「キャスター」にレギュラー出演。10月には「狂人なおもて往生をとぐ」の舞台主演が決まっている。

## 人物
- デビュー以来舞台中心に活動し近年はミュージカルやストレートプレイなどで主演が続いていたが[13]、現在は「全部できてこそ役者」[14]という思いでドラマなどの映像作品や様々な役柄に挑戦して活動の場を広げている。
- 俳優を目指したきっかけは、将来を想像して表に立つ仕事の方が合っているのではないかと思ったことだと明かしている[15]。野球を志して入学した東海大学付属浦安高等学校1年の時に芸能という世界への挑戦を決断[16]。高校は芸能活動禁止だったためワークショップに通い、2012年、東海大学経営学部入学後に本格的に俳優活動を開始[16]。同年10月に若手俳優の登竜門[17]とも呼ばれるミュージカル『テニスの王子様』に出演した[16]。
- デビュー当時のプロフィールによると趣味は海外旅行やスケートボード[18] であったが、2023年の読売新聞インタビュー[注 2]では、息抜き法としてゴルフ、料理、車に乗ること、高校野球の観戦を挙げている[19]。
- 特技は野球のほか、アクロバット、けん玉[18] 。運動に関しては苦労知らずで[20]、50m走で5.8秒というタイムを出したこともあるという[21]。苦手なものは自撮りで、苦手克服の自撮りDVDを制作したエピソードがある[22]。
- 性格は人懐っこく憎めない甘えん坊[23]と加藤和樹が評しており、また小西遼生は、真面目でありつつも破天荒[24]と印象を述べている。

## 出演

### 舞台
2012年〜2014年
- ミュージカル『テニスの王子様』2ndシーズン - 海堂薫 役 [25]（演出：井関佳子）
  - SEIGAKU Farewell Party（2012年10月、TOKYO DOME CITY HALL）
  - 青学vs比嘉（2012年12月 - 2013年2月、日本青年館 他）
  - Dream Live 2013（2013年4月 - 5月、横浜アリーナ 他）
  - 全国大会 青学vs氷帝（2013年7月 - 9月、TOKYO DOME CITY HALL 他）
  - 青学vs四天宝寺（2013年12月 - 2014年3月、日本青年館 他）
  - 春の大運動会 2014（2014年4月、横浜アリーナ）
  - 全国大会 青学vs立海（2014年7月 - 9月、TOKYO DOME CITY HALL 他）
  - Dream Live 2014（2014年11月、さいたまスーパーアリーナ 他）

2015〜2017年
- ライブ・スペクタクル『NARUTO-ナルト-』 - 薬師カブト 役 [26] （演出：児玉明子）
  - 初演（2015年3月 - 6月、AiiA 2.5 Theater Tokyo 他）
  - 再演（2016年7月 - 8月、AiiA 2.5 Theater Tokyo 他）
- ハイパープロジェクション演劇『ハイキュー!!』 - 影山飛雄 役[27] （演出：ウォーリー木下）
  - 初演（2015年11月 - 12月、AiiA 2.5 Theater Tokyo 他）[28][29]
  - “頂の景色”（2016年4月 - 5月、AiiA 2.5 Theater Tokyo 他）[30][31]
  - “烏野、復活！”（2016年10月 - 12月、AiiA 2.5 Theater Tokyo 他）[32][33]
  - “勝者と敗者”（2017年3月 - 5月、TOKYO DOME CITY HALL 他）[34][35][36]
- 暁のヨナ - ジェハ 役 （演出：ますもとたくや、2016年3月、EXシアター六本木）[37]

2018年
- ミュージカル『ラ・カージュ・オ・フォール〜籠の中の道化たち〜』 - ジャン・ミッシェル 役 （演出：山田和也、2018年3月 - 4月、日生劇場・久留米シティプラザ ザ･グランドホール・静岡市清水文化会館マリナート・梅田芸術劇場メインホール）[38] [39]
- 朗読劇 恋を読む『ぼくは明日、昨日のきみとデートする』 - 南山高寿 役（演出：三浦直之、2018年8月、オルタナティブシアター） [40]
- 『魔界転生』 - 柳生又十郎 役（演出：堤幸彦、2018年10月 - 12月、博多座・明治座 ・梅田芸術劇場メインホール） [41]

2019年
- ミュージカル 『ロミオ&ジュリエット』 - ベンヴォーリオ 役 [注 3] （演出：小池修一郎、2019年2月 - 4月、東京国際フォーラムホールC・刈谷市総合文化センター・梅田芸術劇場メインホール）[42] [43]
- 朗読劇 恋を読む『ぼくは明日、昨日のきみとデートする』 - 南山高寿 役（演出：三浦直之、2019年3月、オルタナティブシアター） [44]
- ミュージカル『エリザベート』 - ルドルフ 役 [注 4] （演出：小池修一郎、 2019年6月 - 8月、帝国劇場）[45]
- 朗読劇 恋を読むvol.2『逃げるは恥だが役に立つ』 - 風見涼太 役 （演出：三浦直之、2019年10月、ヒューリックホール東京）[46]
- ミュージカル『ファントム』 - フィリップ・シャンドン伯爵 役 [注 5] （演出：城田優、2019年11月 - 12月、TBS赤坂ACTシアター・梅田芸術劇場メインホール）[47]

2020年
- ブロードウェイミュージカル『ウエスト・サイド・ストーリー Season3』 - リフ 役 [注 6] （2020年4月 - 5月、IHIステージアラウンド東京）[注 7] [48]
- ミュージカル『四月は君の嘘』 - 主演・有馬公生 役（2020年7月、東京建物 Brillia HALL他） [注 8] [49]
- TOHO MUSICAL LAB.『CALL』 - ヒダリメ 役 （演出：三浦直之、2020年7月、シアタークリエ） ※ 無観客有料配信のみ（アーカイブ視聴およびアンコール配信あり）[50]
- リーディングドラマ『ラヴ・レターズ LOVE LETTERS』 - アンディー 役 （演出：藤田俊太郎、2020年8月、PARCO劇場）[51]
- 音楽劇『銀河鉄道の夜2020』 - 主演・ジョバンニ 役 （演出：白井晃、2020年9月 - 10月、KAAT神奈川芸術劇場大ホール）[52] [53]
- ミュージカル『プロデューサーズ』 - カルメン・ギア 役 （演出：福田雄一、2020年11月 - 12月、東急シアターオーブ）[54]

2021年
- 『魔界転生』- 柳生又十郎 役（演出：堤幸彦、2021年4月 - 6月、刈谷市総合文化センター・博多座・明治座・大阪新歌舞伎座）[注 9] [55] [56]
- ミュージカル『The Last 5 Years』（en:The Last Five Years） - ジェイミー 役 （演出：小林香、2021年6月 - 7月、オルタナティブシアター・COOL JAPAN PARK OSAKA TTホール）[57]
- ミュージカル『ジャック・ザ・リッパー』 - 主演・ダニエル 役 [注 10] （演出：白井晃、2021年9月 - 10月、日生劇場 ・フェニーチェ堺大ホール）[58] [59]

2022年
- KERA CROSS 4『SLAPSTICKS』  - 主演・ビリー・ハーロック 役 [注 11]（演出：三浦直之、2021年12月 - 2022年2月、シアター1010 ・サンケイホールブリーゼ・博多座・日本特殊陶業市民会館ビレッジホール・シアタークリエ）[60]

- ミュージカル『四月は君の嘘』 - 主演・有馬公生 役 [注 12]（演出：上田一豪、2022年5月 - 7月、日生劇場・高崎芸術劇場大劇場・御園座・兵庫県立芸術文化センターKOBELCO大ホール・富山オーバード・ホール・博多座 ※博多座にて配信あり）[61] [62]
- 『血の婚礼』  - 主演・レオナルド 役 （演出：杉原邦生 、2022年9月 - 10月、シアターコクーン・梅田芸術劇場シアター・ドラマシティ）[63] [64]
- 『管理人 / THE CARETAKER』 - ミック 役 （en:The Caretaker、演出：小川絵梨子 、2022年11月 - 12月、紀伊國屋ホール・兵庫県立芸術文化センター 阪急中ホール）

2023年
- ミュージカル『マチルダ』 - ミス・トランチブル校長 役 [注 13] （プレビュー公演：2023年3月、本公演：3月 - 6月、東急シアターオーブ・梅田芸術劇場メインホール）[65] [66]
- COCOON PRODUCTION 2023 シブヤデマタアイマショウ（演出：松尾スズキ、2023年4月、シアターコクーン）日替わりゲスト出演2回
- 『新ハムレット』～太宰治、シェイクスピアを乗っとる！？～ - 主演・ハムレット  役 （演出：五戸真理枝 、2023年6月 - 7月、PARCO劇場・久留米シティプラザ ザ•グランドホール・森ノ宮ピロティホール）[67]
- ミュージカル『スリル・ミー』 - 主演・私（ネイサン） 役 [注 14] （演出：栗山民也、2023年9月 - 10月、東京芸術劇場シアターウエスト・サンケイホールブリーゼ・キャナルシティ劇場・ウインクあいち・高崎芸術劇場スタジオシアター）[68] [69] [70]

2024年
- 『セツアンの善人』（en:The Good Person of Szechwan） - ヤン・スン 役 （演出：白井晃、2024年10月 - 11月、世田谷パブリックシアター・兵庫県立芸術文化センター阪急中ホール）[71][72]
- 『カタシロ～Relive vol.1～』 - 患者 役 （2024年12月21日、PARCO劇場）[73]

2025年
- 『狂人なおもて往生をとぐ ～昔、僕達は愛した～』 -  主演・青年"出" 役 （演出：稲葉賀恵、2025年10月、IMM THEATER）[74] 〈予定〉

### 映画
- お茶をつぐ（2022年3月25日公開、監督：篠原哲雄） - 川上貞二 役 [75] [76]

### テレビドラマ
- 弱虫ペダル（2016年8月26日 - 10月7日、BSスカパー!） - 今泉俊輔 役[77][78]
  - 弱虫ペダル Season2（2017年8月18日 - 12月22日）[79]
- ドラマ10 ドリームチーム 第5回（2021年2月19日、NHK総合） - 川田善明 役[80]
- よるドラ きれいのくに（2021年4月12日・19日、NHK総合）- 根木 役
- ドラマ10 半径5メートル 第2号（2021年5月7日、NHK総合） - レイジ 役[81]
- 大河ドラマ（NHK）
  - 青天を衝け  第11回 - 第13回（2021年4月25日 - 5月9日） - 中村三平 役[82][81]
  - 光る君へ 第23回 - 第44回（2024年6月9日 - 11月17日） - 居貞親王 及び 三条天皇 役[83][84]
- 夜ドラ 卒業タイムリミット（2022年4月4日 - 5月12日、NHK総合） - 宇部 渉 役[85]
- オールドファッションカップケーキ（2022年8月16日 - 9月20日、フジテレビ） - 主演・外川 役（武田航平とダブル主演[86]）[87][88]
- キャスター（2025年4月13日 - 6月15日、TBS） - 尾野順也 役[89]
- 北くんがかわいすぎて手に余るので、3人でシェアすることにしました。 第4回・第5回（2025年7月、関西テレビ放送） - 貴船波海斗 役[90] [91]

### テレビ番組
- 演劇人は、夜な夜な、下北の街で呑み明かす…（2016年12月14日、BSスカパー!）[92]  - 番外編 ドラマ「弱虫ペダル」SP
- 多和田秀弥・木村達成 おでかけ！ in 鎌倉（2018年9月10日・11日、BSスカパー!）[93]
- 激レアさんを連れてきた。（2018年9月21日、テレビ朝日） - 「激アツ!! ヤンキーサッカー部」前編
- 2019 FNS歌謡祭 第2夜（2019年12月11日、フジテレビ）[94] - ミュージカルスペシャルメドレー 『四月は君の嘘』
- 僕らのミュージカル・ソング2020 第2夜（2020年7月25日、WOWOWプライム）[95] - 『四月は君の嘘』より楽曲披露
- 福田雄一×井上芳雄「グリーン＆ブラックス」（WOWOWプライム）
  - #43・#44（2020年10月28日・11月25日）[96]  - ミュージカル「プロデューサーズ」より稽古場風景放送
  - #53（2021年8月27日）[97]  - 「ジャック・ザ・リッパー」稽古場取材及びトーク
  - #54（2021年9月24日）[98] - 夢のミュージカル講座「シークレット・ゼミ」コーナー
  - #56・#57（2021年11月26日・12月24日）[99] [100] - ミュージカルトークコーナー
  - #58（2022年1月28日）[101] - ミュージックショーコーナー
  - #61（2022年4月29日）[102] - 夢のミュージカル講座 “2.5次元ミステリアスの極意”コーナー
  - #67（2022年10月28日）[103] - 夢のミュージカル講座 “16歳役の極意”コーナー
- tkmkキッチン #3 木村達成（2021年1月27日 - 31日、WOWOWオンデマンド先行配信 / 2月3日、WOWOWプライム）[104]
- 夜バゲット （2021年2月19日・26日、日本テレビ）[105]  - 舞台「魔界転生」コーナー
- スッキリ（2021年8月31日、日本テレビ） - ”WEニュース”コーナーにてミュージカル「ジャック・ザ・リッパー」劇中歌の生歌唱披露
- 1Hセンス #562 俳優 木村達成（2021年10月17日、フジテレビ）[106]
- ミュージックフェア（2022年4月9日、フジテレビ）[107] - 『四月は君の嘘』楽曲歌唱
- プレミアの巣窟（2022年4月10日、フジテレビ） - ミュージカル『四月は君の嘘』特集
- EXITV ～FODの新作・名作をPon！Pon！見せまくり!!～（2022年6月16日・23日、フジテレビ） - 「オールドファッションカップケーキ」インタビュー
- よ〜いドン!（2023年10月10日、関西テレビ放送）[108]
- 「生放送！井上芳雄ミュージカルアワー『芳雄のミュー』#9」（2023年12月27日、WOWOWライブ） [109]
- NHK短歌（2024年11月10日、Eテレ）- 光る愛の歌 テーマ「数字を入れる」[110]
- あさイチ（2024年11月13日、NHK総合）- 教えて名店さん!みそ汁&とん汁 [111]
- TBSオールスター感謝祭'25春（2025年3月29日、TBS）[112]
- それSnow Manにやらせて下さい ～ それスノフレンドパーク３時間スペシャル（2025年4月4日、TBS）[113]

### ラジオ（レギュラー番組）
- 木村達成 Call the tune（2023年1月7日 - 、AuDee）[注 15] - 毎週土曜22時配信中、パーソナリティ

### ラジオ
- 伊藤沙莉のsaireek channel #69・#70（2020年9月19日・10月3日、AuDee）[116] [117]
- 伊藤沙莉のsaireek channel #89・#90（2021年6月26日・7月10日、AuDee）[118] [119]
- Welcome To The Theater Radio！（2021年12月13日・2022年9月12日、TOKYO FM）
- 木村達成10周年記念Radio（2022年12月16日、文化放送）[120] - パーソナリティ
- THE MAGNIFICENT FRIDAY（2023年10月27日、FM COCOLO）[121]
- おとなりさん（2023年12月27日、文化放送）
- 木村達成 Call the tune 出張版（2024年3月2日〜毎週土曜 全5回、TOKYO FM）[122] - パーソナリティ
- マイ・フェイバリット・アルバム（2024年8月26日〜30日、NHK-FM）[123] - パーソナリティ

### 配信
- Welcome to ミュージカルラウンジ！ミュージカル作戦会議（2021年9月26日、WOWOW公式YouTubeチャンネル）[124]
- KKチャンネル「加藤和樹の深ボリRADIO!!」（2021年12月27日、ニコニコ生放送）
- 「ジャック・ザ・リッパー」TV放送記念特別配信企画「出演キャストに20の質問してみましたSP」（2022年2月25日、WOWOW公式YouTubeチャンネル）[125]
- 福田雄一×井上芳雄「グリーン＆ブラックス 公開ゲネプロ2022」（演出：福田雄一、2022年3月18日有料配信 / 2022年5月7日 、WOWOWライブ初回放送） [126] [127]
- オールドファッションカップケーキ（2022年6月13日 - 全5話、フジテレビオンデマンド及びRakuten TVにて配信され、2024年12月現在、Netflix・U-NEXT・hulu等で配信中）[128] - 主演・外川 役
- 恋するキャスター  #5 #7 #8 #9（2025年5月11日〜6月8日）U-NEXTで配信中）- 尾野順也 役

### コンサート
- Thanks Musical Concert 『A Gift For You』（2022年12月27日、日生劇場）[129] - ゲスト出演
- 木村達成 10周年コンサート - Alphabet Knee Attack - （2022年12月29日・30日、ヒューリックホール東京 / 2023年2月18日 - 2025年2月17日、WOWOWオンデマンド配信）[130] [131]
- 木村達成コンサート - Alphabet Knee Attack Vol.2 - （2023年12月8日、松下IMPホール / 12月20日・21日、ヒューリックホール東京）[132]
- THE PARTY in PARCO劇場 PARTⅢ - （2024年12月15日・18日、PARCO劇場）[注 16] [134]

## 出版物

### 写真集
- paradox（2016年12月8日、幻冬舎）ISBN 978-4-3448-3820-8 [135]
- 木村達成フォトコレクション（2021年2月26日、幻冬舎）ISBN 978-4-3448-4836-8 [136]
- 木村達成フォト＆インタビュー（2022年12月27日、幻冬舎）ISBN 978-43448-5158-0 [137]
- 木村達成 REAR WINDOW（2023年12月8日、幻冬舎）ISBN 978-43448-5338-6 [138]

### BD / DVD
- 旧事務所UTY制作作品
  - 木村達成が飛んだ！　〜秘境への旅〜 （2015年7月、「木村達成が飛んだ！」製作委員会）
  - ランチタイム終わりました。1・2（2016年6月、2018年12月、スパイスビジュアル） - 佐々木勇太 役
  - 木村達成の達成できるかな? エピソード1・2（2018年4月、スパイスビジュアル）
  - 木村達成 オフィシャルDVD COLORS（2019年3月、スパイスビジュアル）

- 出演作品
  - ミュージカル「テニスの王子様」2ndシーズン（マーベラス）
  - 「NARUTO-ナルト-」（2015年8月/2016年12月、アニプレックス）
  - 演劇「ハイキュー!!」（東宝株式会社）
    - 初演（2016年3月）
    - Documentary of "頂の景色"（2016年9月）
    - "烏野、復活！"（2017年4月）
    - "勝者と敗者"（2017年9月）

  - 「弱虫ペダル」
    - Season1（2017年01月、マーベラス）
    - Season2（2018年02月、東宝）

  - 多和田秀弥・木村達成　おでかけ! in 鎌倉（2019年3月、ホリプロ）
  - 『ロミオ&ジュリエット』BLACK Version（2019年8月、梅田芸術劇場）
  - 『ファントム』BLACK Version（2020年3月、梅田芸術劇場）
  - 「TOHO MUSICAL LAB.」Blu-ray（2020年10月、東宝）
  - 「オールドファッションカップケーキ」Blu-rey＆DVD（2022年9月、バップ）
  - KERA CROSS第四弾『SLAPSTICKS』（2023年1月、キューブ）
  - 大河ドラマ「光る君へ」完全版 Blu-rey＆DVD BOX 第壱集〜第四集（2024〜2025、NHKエンタープライズ）

### CD・楽曲配信
- ミュージカル『四月は君の嘘』コンセプトアルバム（2020年12月、東宝）
- 『空の下で』（映画『お茶をつぐ』主題歌 / 2022年4月配信、Wonder Beat Records）